# Alfred Wolff-Eisner
Alfred Wolff-Eisner (* 25. August 1877 in Berlin; † 29. März 1948 in Berlin) war ein deutsch-jüdischer Mediziner (Bakteriologe und Serologe).

## Leben
Wolff-Eisner studierte in Berlin, Kiel und Tübingen, wo er 1901 zum Dr. med. promoviert wurde.
Er war Assistent in Berliner städtischen Krankenhäusern bei Moritz Litten (1845–1907) und Johannes Karl August Eugen Alfred Goldscheider (1858–1935), am Königsberger Hygieneinstitut bei Richard Friedrich Johannes Pfeiffer (1858–1945) und an der Berliner Universitäts-Poliklinik bei Hermann Senator.
1923 wurde er in Innerer Medizin habilitiert, 1928 wurde er außerordentlicher Professor.
Seine Forschungsgebiete waren Hämatologie, Immunologie, Innere Medizin, Tuberkulose und Erkrankungen der Überempfindlichkeit.
1947 veröffentlichte er das Buch Über Mangelerkrankungen auf Grund von Beobachtungen im Konzentrationslager Theresienstadt über seine Erfahrungen als Häftling.

## Werke
- Zusammen mit Martin Klimmer: Handbuch der Serumtherapie und Serumdiagnostik in der Veterinärmedizin. 2 Bände. Leipzig 1911.
- Handbuch der experimentellen Therapie, Serum- und Chemotherapie. München 1912; 2. Aufl. 1926; Ergänzungsband 1931.
- Das Heufieber: sein Wesen und seine Behandlung. München 1906.
- Die Ophthalmo- und Kutan-Diagnose der Tuberkulose. Würzburg 1908.
- Frühdiagnose und Tuberkulose-Immunität. Würzburg 1909.
- Klinische Immunitätslehre und Serodiagnostik. Jena 1910.
- Handbuch der experimentellen Serumtherapie. J. F. Lehmann, München 1910.
- Die Prognosen-Stellung bei der Lungentuberkulose. Berlin und Wien 1914.
- Tuberkulose-Diagnostik und -Therapie. Leipzig 1921.